# Orthaea oedipus
Orthaea oedipus är en ljungväxtart som beskrevs av J.L. Luteyn. Orthaea oedipus ingår i släktet Orthaea och familjen ljungväxter. Inga underarter finns listade i Catalogue of Life.